# Statstidende
Statstidende («Статстидение») — официальная правительственная газета Дании. Создана в 1903 году находящейся у власти партией Венстре, первые тиражи вышли в 1904 году.
Первоначально газета издавалась канцелярией премьер-министра, но с 1964 года — Министерством юстиции
, а с 2005 года — исключительно в Интернете.
Statstidende содержит в основном объявления имеющие юридическую силу для граждан, компаний и органов власти; а также текущую информацию из датского парламента, администрации и ЕС. Кроме того, публикуется информация о предстоящих принудительных аукционах по продаже недвижимости и прочего имущества.